# هارمونی، شهرستان مک‌هنری، ایلینوی
هارمونی (به انگلیسی: Harmony) یک منطقهٔ مسکونی در ایالات متحده آمریکا است که در شهرستان مک‌هنری، ایلینوی واقع شده‌است. هارمونی ۲۸۴٫۰۸ متر بالاتر از سطح دریا واقع شده‌است.